# Donald Sanborn
Biskup Donald J. Sanborn (ur. 19 lutego 1950 w Nowym Jorku) – amerykański biskup rzymskokatolicki o poglądach sedeprywacjonistycznych, rektor Seminarium Przenajświętszej Trójcy na Florydzie, Przełożony Generalny powołanego w 2017 r. Instytutu Rzymskokatolickiego (Institutum Catholico Romanum - ICR), były członek Bractwa Kapłańskiego Świętego Piusa X i Bractwa Kapłańskiego Świętego Piusa V. 
Do kapłaństwa zaczął przygotowywać się w 1967, w diecezjalnym przedseminarium w Brooklynie. W 1971 wstąpił do seminarium Bractwa Kapłańskiego Świętego Piusa X w Ecône, gdzie został wyświęcony na prezbitera przez abpa Marcela Lefebvre'a 25 czerwca 1975.
W 1977 ks. Sanborn został mianowany rektorem seminarium świętego Józefa w stanie Michigan, należącego do Bractwa Świętego Piusa X. W 1983 dziewięciu księży, w tym ks. Sanborn, opuściło FSSPX i pod przywództwem Clarence'a Kelly'ego założyło Bractwo Kapłańskie Świętego Piusa V. W późniejszych latach ks. Sanborn, wraz z kilkoma innymi księżmi, odłączył się od niego. W 1995 założył Seminarium Przenajświętszej Trójcy. 19 czerwca 2002 roku został wyświęcony na biskupa przez bp. Roberta McKenne.

## Biskup Sanborn a Polska
Biskup Donald Sanborn jest związany z Polską przede wszystkim przez apostolat sedeprywacjonistyczny księdza Rafała Trytka. Biskup osobiście był w Polsce kilkakrotnie, m.in. w 2008, 2011 czy 2013 roku. Podczas wizyt najczęściej sprawował Mszę św. w krakowskim Oratorium Najświętszej Maryi Panny Królowej Polski i udzielał wiernym sakramentu bierzmowania.
W 2023 roku biskup Sanborn przebywał w Polsce od 14 do 17 lipca, udzielił sakramentu bierzmowania czterdziestu sześciu osobom.